# Ellobium aurismidae
Ellobium aurismidae är en snäckart som först beskrevs av Carl von Linné 1758.  Ellobium aurismidae ingår i släktet Ellobium och familjen dvärgsnäckor. IUCN kategoriserar arten globalt som livskraftig. Inga underarter finns listade i Catalogue of Life.

## Bildgalleri

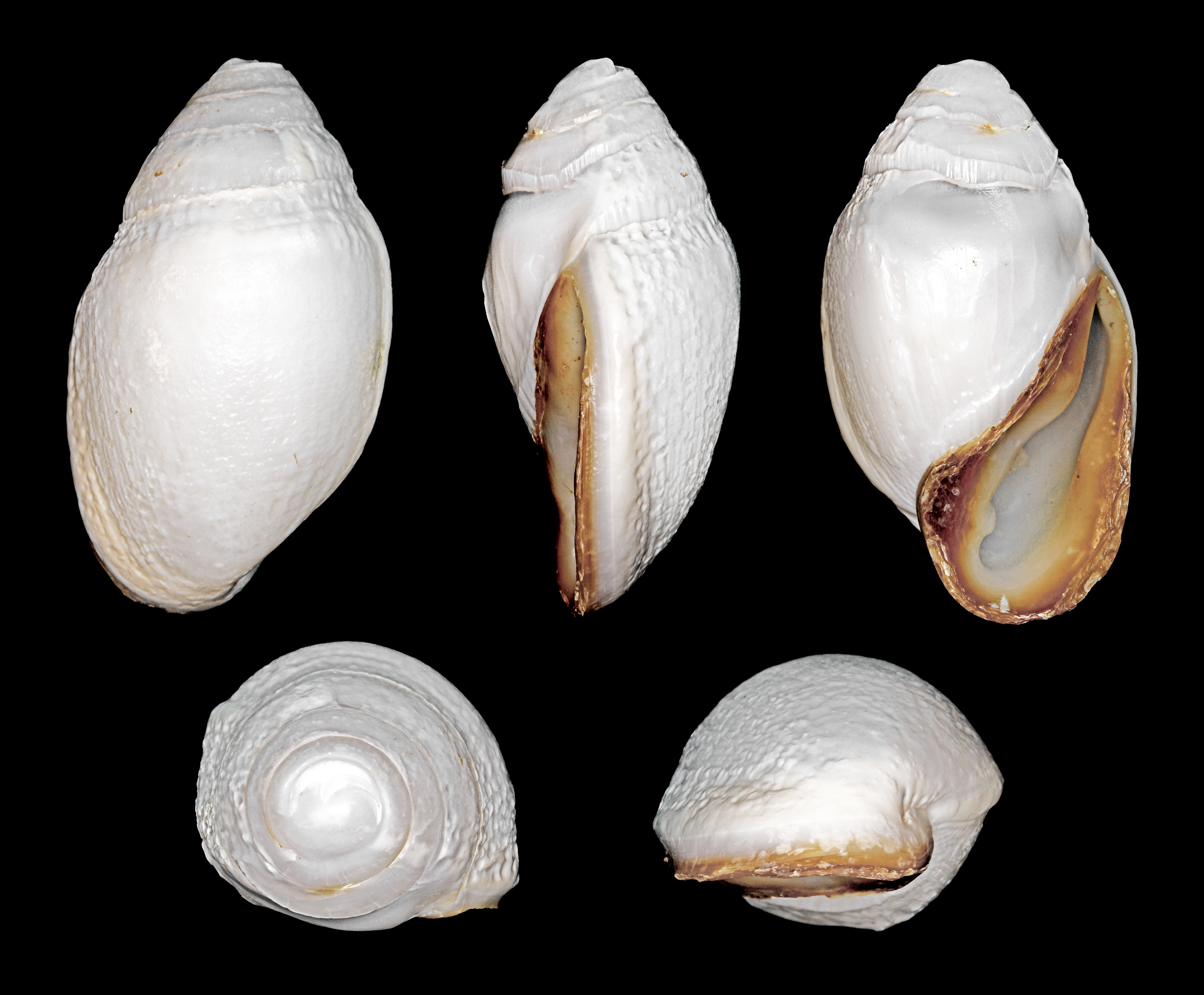